# Satoshi Nakamoto

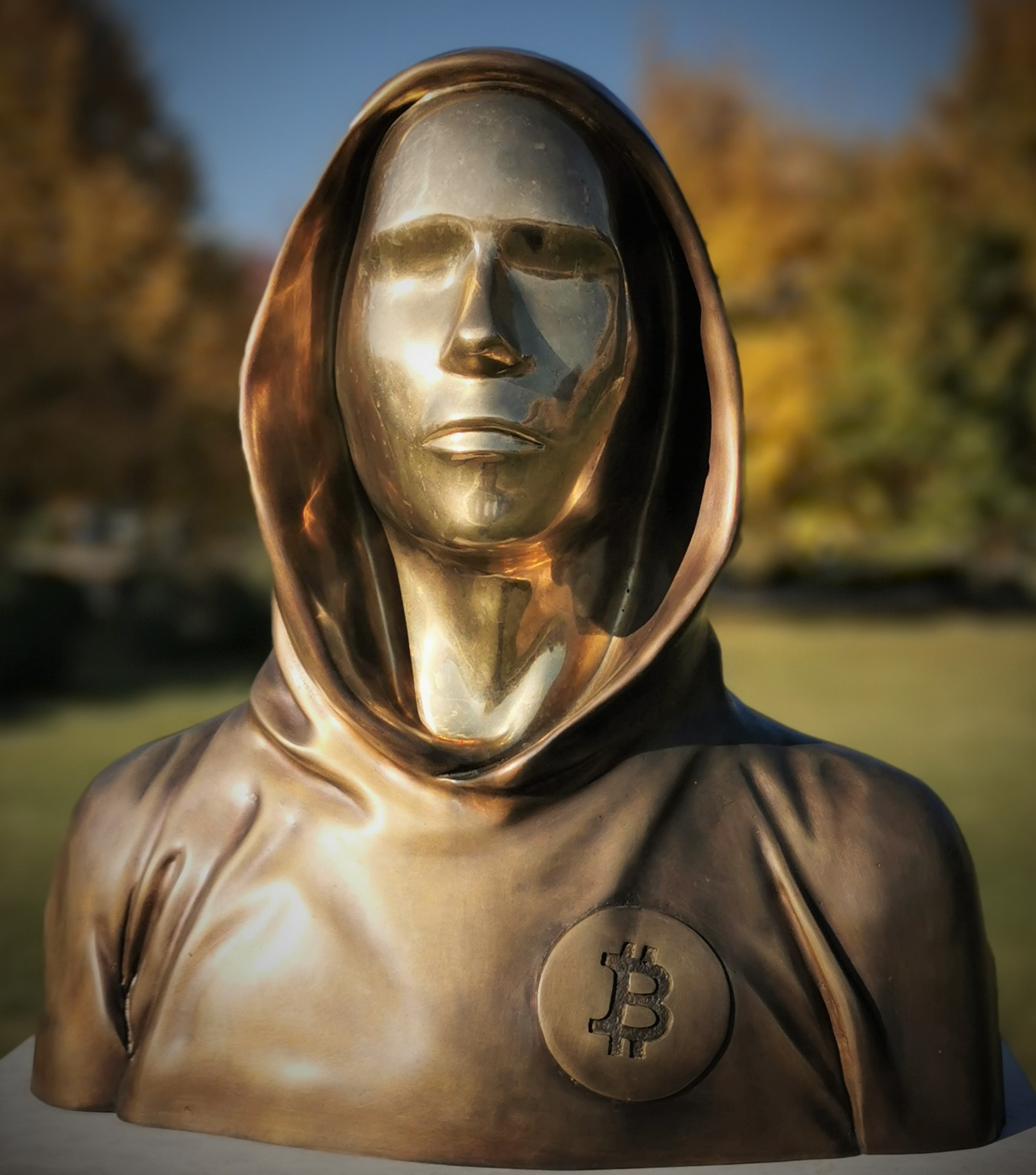
Frei gestaltete Statue von Satoshi Nakamoto in Budapest

Unter dem Pseudonym Satoshi Nakamoto ist der Erfinder der Kryptowährung Bitcoin bekannt, der im Oktober 2008 das Bitcoin-Whitepaper und im Januar 2009 die erste Version der Referenzimplementierung Bitcoin Core veröffentlichte. Welche Person oder Personengruppe sich hinter diesem Pseudonym verbirgt, ist bis heute unbekannt. Seit dem Auftauchen 2008 wurden verschiedene Personen für Nakamoto gehalten oder haben die Identität für sich beansprucht.

## Bekannte Informationen
Von der Website P2PFoundation stammen Eckdaten zum Pseudonym, die im Profil von Satoshi Nakamoto abgegeben wurden. Als Geburtsdatum wurde der 5. April 1975 angegeben. Hintergrund für dieses Datum könnte eine politische Motivation aufgrund der Executive Order 6102 sein. Als Geschlecht wurde männlich und das Geburtsland Japan angegeben. Eine Analyse von Stefan Thomas ergab allerdings, dass Satoshi Nakamoto zwischen 14 und 20 Uhr (japanischer Zeit) inaktiv war. Weiterhin bekannt ist, dass Nakamoto den E-Mail-Provider GMX nutzte und der erste Bitcoin-Block (Genesis-Block) die britische Tageszeitung The Times zitiert. Nakamoto werden verschiedene Bitcoin Adressen zugeschrieben.

## Mögliche Identitäten

### Dorian Nakamoto
Im März 2014 behauptete das US-amerikanische Nachrichtenmagazin Newsweek in einer Titelgeschichte, den Kalifornier Dorian Satoshi Nakamoto als wahre Identität Nakamotos ermittelt zu haben. Der damals 65-jährige Mann veröffentlichte ein Dementi und ging rechtlich gegen das Magazin vor.

### Craig Steven Wright
Anfang Dezember 2015 behauptete das Internetmagazin Wired, dass Craig Steven Wright (* 1970) der Erfinder von Bitcoin sei. Das Pseudonym Satoshi Nakamoto habe er von dem historischen japanischen Philosophen Tominaga Nakamoto übernommen. Bereits im Dezember 2015 kamen die Computerzeitschrift Wired und das Blog Gizmodo zum Schluss, dass Wright hinter dem Pseudonym Nakamoto stecke. In der Signatur einer Mailadresse, die Nakamoto zur Kommunikation mit Bitcoin-Entwicklern nutzte, war eine Mobilfunknummer angegeben, die auf Wrights Namen zugelassen war.
Wright veröffentlichte eine digitale Signatur, die nur durch Nakamotos privaten Schlüssel erzeugt werden kann. Wie sich herausstellte, war diese jedoch nicht frisch erstellt, sondern eine kopierte Signatur von 2009. Nach wenigen Tagen zog Wright seine Ankündigung zurück, verifizierbare Beweise zu liefern, hielt aber die Behauptung aufrecht, Nakamoto zu sein.
Anfang 2018 wurde Wright verklagt. Die Klage wurde von Ira Kleiman beim US-Amtsgericht des südlichen Bezirks von Florida eingereicht. Ira ist der Bruder des verstorbenen Dave Kleiman, eines Informatikers und Cyber-Sicherheitsexperten. Viele Leute vermuten, dass er einer der Entwickler hinter Bitcoin und dem Blockchain-Verfahren war. Laut dem Kläger hat Wright aus Dave Kleimans Nachlass 1,1 Millionen Bitcoin (BTC) gestohlen, nach damaligem Kurs über 7,6 Mrd. Euro wert.
Anfang 2019 hat WikiLeaks Beweise veröffentlicht, laut denen Craig Wright Dokumente gefälscht hat, um sich als Satoshi auszugeben.
Im Mai 2019 wurde eine signierte Nachricht mit dem Text „This Address Does Not Belong to Satoshi or Craig Wright“ vom Besitzer einer Bitcoin-Adresse mit 160.000 BTC veröffentlicht. Craig Wright hatte 2018 behauptet, dass diese ihm gehöre.
Im August 2019 wurde Wright von einem US-Bezirksgericht in Florida angewiesen, die Hälfte der von ihm geschürften Bitcoins an die Familie von Dave Kleiman auszuhändigen. Nach Schätzungen soll Wright zwischen 2009 und Kleimans Tod 2013 etwa 1 Million Bitcoins geschürft haben.
Im März 2024 urteilte ein Richter des Londoner High Court of Justice nach einem fünfwöchigen Prozess, dass Craig Wright nicht Satoshi Nakamoto ist.

### Dave Kleiman
Dave Kleiman (1967–2013) war ein IT-Forensiker, Autor mehrerer Bücher und Referent bei Veranstaltungen über Informationssicherheit. Er starb im April 2013 zuhause an einer Infektion durch MRSA-Bakterien. Es gibt Vermutungen, dass Kleiman Nakamoto war oder dass er in einer Gruppe beteiligt war. Ein weiteres Indiz dafür ist, dass Nakamotos GMX-E-Mail-Adresse spätestens ab September 2014 vermutlich einer anderen Person zur Verfügung stand. Kleiman verstarb im April 2013, und GMX löscht inaktive E-Mail-Adressen nach Ablauf eines Jahres, sodass jedermann Nakamotos E-Mail-Adresse neu hätte registrieren können.
Kleimans Familie wurde durch ein Gericht 2019 die Hälfte der von Wright zwischen 2009 und 2013 geschürften Bitcoin zugesprochen.

### Hal Finney
Hal Finney (1956–2014) war ein US-amerikanischer Softwareentwickler. Er hat Bitcoin mindestens mitentwickelt und ist als der erste Empfänger einer Bitcoin-Transaktion überhaupt bekannt geworden. Es wurden Spekulationen laut, er selbst stehe hinter dem Pseudonym „Satoshi Nakamoto“, was er aber energisch bestritt.

### Len Sassaman
Len Sassaman (1980–2011) war ein Programmierer, Hacker und IT-Security-Experte. Neue Untersuchungen bringen ihn als Bitcoin-Erfinder ins Spiel. Satoshi Nakamoto veröffentlichte seine letzte Nachricht zwei Monate vor Sassamans Tod. Weiterhin nutzte Sassaman in seinen Tweets das gleiche britische Englisch wie Satoshi Nakamoto. Zudem wurde sein Nachruf in die Blockchain eingebettet, wodurch sich Verbindungen zu den anderen Bitcoin-Entwicklern bestätigen lassen.

### Nick Szabo
Nick Szabo ist ein Informatiker, Rechtswissenschaftler und Kryptograph, der für seine Forschungen über Smart Contracts und digitale Währungen bekannt ist. 1998 entwarf Szabo einen Mechanismus für eine dezentralisierte digitale Währung, die er „bit gold“ nannte. Bit gold wurde nie implementiert, wird aber als „direkter Vorläufer der Bitcoin-Architektur“ bezeichnet. Im Jahr 2008, vor der Veröffentlichung von Bitcoin, schrieb Szabo einen Kommentar in seinem Blog über die Absicht, eine Live-Version seiner hypothetischen Währung zu erstellen. Das Bitcoin-Whitepaper verwendet eine Vielzahl an britischen Ausdrücken und eine Analyse des Schreibstils deutet darauf hin, dass Nick Szabo das Schriftstück verfasst haben könnte.

### Peter Todd
Im Jahr 2024 veröffentlichte der US-Fernsehsender HBO den Dokumentarfilm Money Electric: The Bitcoin Mystery, laut welchem der ehemalige Bitcoin-Entwickler Peter Todd hinter Satoshi Nakamoto stecken soll – Todd hingegen dementiert das Gerücht. In einem Forenbeitrag von 2010 soll Todd mit seinem persönlichen Account auf einen Beitrag von Satoshi geantwortet haben.

### Weitere Kandidaten
- Vili Lehdonvirta (finnischer Wirtschaftssoziologe)[38]
- Michael Clear (Student, Trinity College Dublin)[38]
- Ross Ulbricht (Gründer und Erstbetreiber des von 2011 bis 2013 existierenden Online-Schwarzmarkts Silk Road)[39]
- Paul Le Roux (Drogendealer, mutmaßlicher Erfinder der Verschlüsselungssoftware TrueCrypt)[40]
- Gavin Andresen (Softwareentwickler)[41]

## Trivia
Bhagwan Chowdhry, Professor für Finanzen an der University of California, Los Angeles, schlug im November 2015 vor, Nakamoto als Kandidaten für den Alfred-Nobel-Gedächtnispreis für Wirtschaftswissenschaften in Würdigung seiner Erfindung von Bitcoin vorzuschlagen. Die Richtlinien erlauben jedoch keine Kandidatur von Personen mit ungeklärter Identität.
Mehreren Medienberichten zufolge stellte der US-amerikanische Journalist Daniel Oberhaus einen Freedom-of-Information-Act-Antrag (FOIA) bei dem US-amerikanischen Geheimdienst CIA und dem FBI zur Offenlegung der Identität Nakamotos. Als Antwort erhielt er einen Glomar Response, das heißt eine Antwort, dass weder bestätigt noch bestritten werden kann, dass die Geheimdienste Informationen über die Identität von Nakamoto hätten.